# ANGEL・CORE
『ANGEL・CORE』（エンゼル・コア）は、2002年3月29日にRUNEから発売された18禁恋愛アドベンチャーゲーム。

## あらすじ
時は大戦前夜。物語は「統一帝國」の北の果て、極寒の地ノルラントにある帝國銀十字軍の極秘研究所からはじまる。主人公は、この極秘研究所に新しく配属された若き将校。彼は「被験体」と呼ばれる少女たちを管理監督するという任務を与えられる。しかし、そこには主人公に抱いてくれと懇願する少女たちの姿があった。いぶかしむ主人公に、同僚たちはここではこれが常識だと答える。そして、ある日主人公は、彼女たちが「天使」の血を受け継ぐものであるということを知る。

## 登場人物
※声優はゲーム / OVAの順。
ラルフ
声 - 富士爆発（OVAのみ）
本作の主人公。
サラサ
声 - まきいづみ / 同左
元パン屋の娘で、ヘルプストハイム法に基づく「天使狩り」によってこの研究施設に連れられてきた。おっとりとして夢見がちな少女。天使の血のため外見は幼く見えるが、ちゃんと成人している。他人に依存しなければ生きていけないタイプの人間で、そのためにひたすら他人に奉仕しようとする。この研究施設で世界革命機構のスパイと出会い、彼の手ほどきでスパイ活動をし始めたのも、そんな彼女の性格に所以する。
オノマ
声 - 岩田由貴 / 同左
貧民街出身の元活動家。世界革命機構に属する若きゾンマー主義者のセクト「緑の聖母（グリューネ・ヘイリヒ・ユングフラオ）」で、反銀十字的活動に従事していた。が、同構成員の政府への密告により、検挙され拷問を受ける。その際に「天使の血を継ぐもの」であることが当局に判明。この研究施設「天使の家（アングルスハイム）」に移送される。登場キャラクターのうち、もっとも逃げ出すことに対し積極的。拷問の際に右目を失っている。
アンナ・O
声 - 海原エレナ / 同左
銀十字のエリート軍隊“ゲードライ”に所属する彼女は、直属の上官ノーマン・ベイカー大佐とともにこの研究施設に赴任してきた。しかし、研究施設で行われていたのは、実験という名目の少女達への虐待だった。赴任当時は憤りを感じ、虐待を止めるよう上官に建言し続けたが、彼女自身が虐待に加わらないことを命令放棄とみなされ、懲罰を受けるに至って、すべてを諦めた。そんな時、新しい将官が研究施設に赴任してきた。彼はアンナを咎める。赴任してきたばかりの、あの時の自分のように。
アラフニ・ナタンゾーン
声 - 富永理恵 / 同左
ソコラタ
声 - 皆美伊吹
近年、銀十字軍が武力侵攻し、占領した小国がある。名をノイエンガンメ公国。彼女はその姫君である。古風な王政の小国は、銀十字の近代的な機甲師団の前にあっという間に崩壊した。王宮は解体され、彼女の両親も——そして彼女は、まだその事実を知らない。
エクリシア
声 - 清水香 / 岬ゆうか
軍事施設には似つかわしくない修道女、エクリシア。ヴィヴリオの次に長くこの研究施設にいるらしい。彼女は施設全員の玩具となっており、しかもそのことを受け入れている。求めれば拒まないし、どんな命令でも従う（自ら求めることはない）彼女は何かを懺悔し、贖罪としてその行為を受け入れているように見える。
ヴィヴリオ
声 - 遠野由佳 / 笠原准
主人公の管理下にいる少女のうち、最も長く施設にいるのがこのヴィヴリオという少女だ。研究所で生まれて以来、ずっとこの研究施設で暮らしている。彼女は研究施設以外の場所に行った経験が無く、むろん家族とは全く無縁の生活を送ってきた。感情をほとんど表に出さず、無口であるために友達らしい友達はいない。無類の読書家で、片時も本を手放さない。
ゾフィー・V・シャウベルガー
声 - 星美智江 / 篠宮薫
天使核を使用し、莫大なパワーを生み出す新型エンジン「ヴァルター・チューブ」。その発明者であり、天使核の権威である天才科学者。ここノルトラントの研究所においては、全実験の総責任者の地位を与えられ、機械化兵（マシーネン・ゾルダート）や人間タンク（メンシェン・イェーガー）の開発にいそいんでいる。冷静で理知的な彼女だが、ことソコラタのことになると普段の冷静さを失う。彼女はソコラタと同い年の幼なじみで、共にノイエンガンメ公国の王宮で育った。が、彼女の父は宮廷内政治における陰謀劇に敗れ、公国から放逐される。王宮の何不自由ない暮らしから、極貧の生活にたたき落とされた彼女は、その中で苦学を重ね、現在の地位まで昇り詰めた。そんな彼女の元に、当時の面影そのままのソコラタがやってきた時から、「事件」は動き始める——。主人公にとっては良き同僚。より多くの天使核の採取は彼女にとっても必要なことであるため、親身に相談に乗ってくれる。
東雲光子
声 - 松井みどり
同盟国である極東の島国「ヤシマ帝国」から天使核実験に参加するためにやってきた少女。ヤシマ人はいわゆる亜人であり、額に角があるのが特徴。ヒトと交配は可能であり、混血化が進むとだんだん角が小さくなっていく。ヤシマ人にとっては角は大きいほど偉いらしく、角が短い、または無いと「角無し」と呼ばれ社会的に差別される。この風習のためヤシマ人は自分たち以外の角の無い民族を蔑む傾向がある。彼女は異母兄弟である維馬篭准将の謀計によってノルトラントに連れられてきた。兄を尊敬し、国を愛する彼女は、維馬篭の「この実験にヤシマの存亡がかかっている」という言葉を完全に信じ、今回の任務では自分のできうることなら何でもやろうと心に誓っている。階級は少尉。

## スタッフ
- 原画：井上純弌
- シナリオ：渡辺ヒロシ
- 音楽：リバーサイドミュージック（feel、Cats）
- 主題歌「Neue kern」
  - 歌：木蓮 / 作詞・曲・編曲：上松範康

## アダルトアニメ
『ANGEL・CORE〜天使たちの住処〜』のタイトルで2003年にblue eyesから発売された、全2話。

## 関連商品
- ドラマCD ANGEL・CORE〜エンゼル・コア〜（2002年9月19日）
- ANGEL・CORE 設定原画集（2002年6月20日、コンパス）
- ANGEL・CORE ORIGINAL SOUND TRACK（2003年4月25日、FXCL-1003）
- ANGEL・CORE〜銀十字〜 Maxi Single（木蓮、GEE-0001）